# 施济美
施济美（1920年—1968年），中国现代女作家，她是“东吴系女作家”中最先写作且产量最多的一个。青年时就读于东吴大学经济系，并加入“愚社”等团体，因喜爱新文艺而投身小说创作。她创作的小说有《爱的胜利》、《嘉陵江上的秋天》、《寻梦人》等，在40年代的上海颇为流行。中华人民共和国成立后曾任中学教员，文革中自杀身亡。

## 早年
1920年4月13日，施济美出生于北京一个外交官家庭。父亲施肇夔(1891—1957)以勤奋刻苦的学习在北洋大学毕业后考取公费留美，1922年获得美国哥伦比亚大学硕士学位，随即归国任职于北洋政府外交部，成为外交总长顾维钧的得力助手。他先后做过一等秘书、参事、大使，足迹遍及法国巴黎、英国伦敦、瑞士日内瓦等地。母亲王子默(1897—1969)同样生于书香门第，虽然没有在新式学堂接受过教育，却具有传统闺秀的文化特质，熟读古文诗书，精于诗词，又擅书法，古典文学修养极高。他们其他的孩子还有比施济美小四岁的大妹施济英、小五岁的小妹施济珍和小弟施济民。1927年后任东吴大学校长的杨永清与施家关系很好，对施济美也颇有影响。施济美最初的七年时光就是在北京度过的。
1927年国民政府在南京建立以后的事，施肇夔继续供职于外交部，举家搬到新政府的首都。当时施济美的祖父以高龄在江苏仪征县任上告老后，不慎跌伤腿致残，移居扬州，因此施济英随母亲先行赴扬州侍奉年迈多病的祖父，施济美则跟着父亲居于南京。